# Mohammad Szahmiri
Mohammad Szahmiri (ur. 23 czerwca 1965 roku w Szahrijarze) – irański sędzia piłki siatkowej. Od 1999 roku sędzia międzynarodowy. W 2008 roku został nominowany przez Związek Piłki Siatkowej Islamskiej Republiki Iranu do tytułu najlepszego sędziego w kraju.